# Olympische Jugend-Winterspiele 2024/Teilnehmer (Moldau)
| Gelbes Symbol für Goldmedaillen mit stilisierten Olympischen Ringen | Graues Symbol für Silbermedaillen mit stilisierten Olympischen Ringen | Braundes Symbol für Bronzemedaillen mit stilisierten Olympischen Ringen |
| ------------------------------------------------------------------- | --------------------------------------------------------------------- | ----------------------------------------------------------------------- |
| —                                                                   | —                                                                     | —                                                                       |

Die Republik Moldau nahm an den Olympischen Jugend-Winterspielen 2024 in der südkoreanischen Provinz Gangwon mit 5 Athleten (3 Männer, 2 Frauen) teil.

## Teilnehmer nach Sportart

### Biathlon
| Athleten                | Wettbewerbe                          | Zeit        | Fehler          | Rang |
| ----------------------- | ------------------------------------ | ----------- | --------------- | ---- |
| Frauen                  |                                      |             |                 |      |
| Arina Rusu              | 6 km Sprint                          | 27:29,8 min | 5 (1+4)         | 75   |
| Arina Rusu              | 10 km Einzel                         | 47:08,8 min | 5 (2+1+0+2)     | 69   |
| Männer                  |                                      |             |                 |      |
| Dinu Belevac            | 7,5 km Sprint                        | 24:51,7 min | 1 (0+1)         | 56   |
| Dinu Belevac            | 12,5 km Einzel                       | 54:22,9 min | 8 (4+1+1+2)     | 83   |
| Vladislav Maistrov      | 7,5 km Sprint                        | 28:57,5 min | 4 (1+3)         | 90   |
| Vladislav Maistrov      | 12,5 km Einzel                       | 58:40,7 min | 7 (3+2+1+1)     | 94   |
| Mixed                   |                                      |             |                 |      |
| Arina Rusu Dinu Belevac | Single-Mixed-Staffel (6 km + 7,5 km) | 55:29,4 min | 3+18 (0+7 3+11) | 29   |

### Skilanglauf
| Athleten        | Wettbewerb       | Zeit        | Rang |
| --------------- | ---------------- | ----------- | ---- |
| Frauen          |                  |             |      |
| Emilia Sainciuc | 7,5 km klassisch | 40:46,7 min | 75   |
| Männer          |                  |             |      |
| Mihail Karpov   | 7,5 km klassisch | 21:13,1 min | 28   |

| Athleten        | Wettbewerb      | Qualifikation | Qualifikation | Viertelfinale | Viertelfinale | Halbfinale    | Halbfinale    | Finale        | Finale        | Rang |
| Athleten        | Wettbewerb      | Zeit          | Rang          | Zeit          | Rang          | Zeit          | Rang          | Zeit          | Rang          | Rang |
| --------------- | --------------- | ------------- | ------------- | ------------- | ------------- | ------------- | ------------- | ------------- | ------------- | ---- |
| Frauen          |                 |               |               |               |               |               |               |               |               |      |
| Emilia Sainciuc | Sprint Freistil | 4:44,19 min   | 70            | ausgeschieden | ausgeschieden | ausgeschieden | ausgeschieden | ausgeschieden | ausgeschieden | 70   |
| Männer          |                 |               |               |               |               |               |               |               |               |      |
| Mihail Karpov   | Sprint Freistil | 3:19,82 min   | 40            | ausgeschieden | ausgeschieden | ausgeschieden | ausgeschieden | ausgeschieden | ausgeschieden | 39   |